# Attack of the Alligators
Attack of the Alligators is, volgens de originele uitzending, de 23e aflevering van Thunderbirds, de Supermarionationtelevisieserie van Gerry Anderson. De aflevering werd voor het eerst uitgezonden op ATV Midlands op 10 maart 1966.
De aflevering was echter de 24e die geproduceerd werd. Derhalve wordt de aflevering tegenwoordig vaak als 24e aflevering in de serie uitgezonden.

## Verhaal
Twee mannen, de industrieel Blackmer en de schipper Culp, reizen per boot de rivier Ambro af door een jungle. Blackmer is op weg naar een huis diep in de jungle, waar de wetenschapper Dr. Orchard en diens assistent Hector McGill hun lab hebben opgezet. Ze willen Blackmer hun nieuwste uitvinding tonen. Bij aankomst brengt mevrouw Files, de huishoudster, Blackmer naar het lab in de kelder.
Orchard en McGill tonen Blackmer een stof genaamd Theramine, een extract van een plant genaamd Sardonicus Americanus, die enkel aan dit deel van de rivier groeit. Dit plantenextract moet binnen een paar uur nadat de plant is geplukt verkregen worden, maar als dat lukt heeft het grote mogelijkheden. Theramine kan namelijk dieren laten groeien tot ver over hun normale grootte. Indien theramine wordt toegepast in de veeteelt zal dit het einde betekenen van de honger in de wereld. Zonder dat de drie heren het doorhebben luistert Culp mee vanaf het kelderraam.
Blackmer is onder de indruk en wil snel weer terug naar zijn kantoor om de productie van theramine op gang te zetten, maar een storm dwingt hem en Culp om de nacht door te brengen in het huis. Files vertrouwt Culp echter niet. Ze schijnt hem al langer te kennen dan ze toe wil geven. Culp was namelijk een vriend van Lopez, de vorige eigenaar van het huis. Files was toen ook al huishoudster. Ondertussen op Tracy Eiland repareert Alan met hulp van Virgil in Thunderbird 2 de antenne die nodig is voor contact met Thunderbird 5.
Die nacht, als iedereen slaapt, sluipt Culp de kamer van Files binnen en steelt de sleutels van het lab. Hij vult een afsluitbare reageerbuis met Theramine. Wanneer hij het bekerglas theramine neerzet, stoot hij het per ongeluk om en het spul belandt in de gootsteen. Culp trekt zich hier niet veel van aan. Hij vult het glas met een andere stof die sterk lijkt op theramine en zet het terug in de kast. Ondertussen komt de theramine via de gootsteen in het moeras terecht, terwijl een paar alligators langszwemmen.
De volgende morgen vertrekken Culp en Blackmer weer naar de bewoonde wereld. Blackmer zal Muller, zijn beste wetenschapper, langssturen om de mogelijkheden van theramine te onderzoeken. Midden op de rivier worden de twee echter aangevallen door een kolossale alligator. Blackmer probeert het beest neer te schieten, maar de kogels van zijn geweer zijn te klein en te zwak om het enorme beest te deren. De alligator laat de boot kapseizen. McGill vaart met zijn eigen boot de rivier op en redt Blackmer, maar Culp is verdwenen. De twee haasten zich terug naar het huis. Nog twee andere enorme alligators duiken op en beginnen met hun staart het huis tot puin te slaan. Blackmer, McGill, Files en Orchard schuilen in de kelder, van waaruit ze International Rescue oproepen. Scott vertrekt met Thunderbird 1, gevolgd door Virgil, Alan en Gordon in Thunderbird 2.
Wanneer Scott arriveert, gebruikt hij een raket van zijn hoverbike om de alligators even af te leiden. Daarna dringt hij het huis binnen. Files vertelt de anderen dat Lopez een geheime gang aan had laten leggen van het huis naar een steiger voor noodgevallen. Helaas heeft hij haar nooit verteld waar de gang is. Alleen Culp was er ook van op de hoogte. Een alligator ramt de muur van het lab en dwingt het gezelschap naar de huiskamer te vluchten. Tot ieders verbazing schuift een boekenkast daar opzij en komt Culp tevoorschijn. Hij schiet Scotts pistool uit zijn hand en vertelt gebruik te hebben gemaakt van Lopez’ geheime gang. Als ze echter niet doen wat hij wil, zal hij de theramine die hij bij zich heeft ook in de rivier gooien.
Thunderbird 2 arriveert bij het huis, maar Virgil maakt zich zorgen over waarom Scott zijn radio-oproepen niet beantwoordt. Met de straalmotoren van Thunderbird 2 kan hij de alligators wegjagen bij het huis, waarna Gordon en Alan er twee neerschieten met de kanonnen aan boord van Thunderbird 2. De derde is echter weer teruggegaan naar het huis. Alan laadt zijn hoverbike uit en probeert de alligator mee te lokken naar de Thunderbird 2. Alan botst echter tegen een tak en valt op de grond. Gordon kan de alligator nog net neerschieten voordat deze Alan bereikt.
Denkend dat de kust veilig is vertrekt Culp. Hij zal als eerste geld gaan verdienen aan de theramine. Hij laat Scott Virgil oproepen en duidelijk maken dat als ze proberen hem tegen te houden, hij de theramine in de rivier zal gooien en er nog meer enorme alligators komen. Wat niemand weet is dat er nog een vierde alligator is. Culp is nog maar net op weg met zijn boot of de alligator valt hem aan en doodt hem. Virgil doodt vervolgens de alligator met een raket, en Gordon duikt met Thunderbird 4 het moeras in om het reageerbuisje theramine te zoeken. Gelukkig is het onbeschadigd, dus zullen er geen nieuwe enorme alligators bij komen.
Terug op Tracy Eiland maakt Jeff bekend dat de theramineproductie vanaf nu onder streng toezicht komt te staan. Tin-Tin komt terug na boodschappen te hebben gedaan op het vasteland, met een verrassing voor Alan. Ze heeft voor hem een huisdieralligator gekocht, van een speciale soort die niet veel groter wordt dan een paar centimeter.

## Rolverdeling

### Reguliere stemacteurs
- Jeff Tracy — Peter Dyneley
- Scott Tracy — Shane Rimmer
- Virgil Tracy — David Holliday
- Gordon Tracy – David Graham
- Alan Tracy — Matt Zimmerman
- John Tracy — Ray Barrett
- Brains — David Graham
- Tin-Tin — Christine Finn

### Gastrollen
- Dr. Orchard – Ray Barrett
- Culp – David Graham
- Blackmer – John Tate
- Hector McGill – Matt Zimmerman
- Mevrouw Files – Sylvia Anderson

## Machines
De machines en voertuigen in deze aflevering zijn:
- Thunderbird 1
- Thunderbird 2
- Thunderbird 4
- Thunderbird 5

## Fouten
- Een filmcamera en de cameraman zijn te zien in een reflectie in het glas tijdens een shot van mevrouw Files bij een raam in Orchards huis.
- Vlak nadat Alan Thunderbird 2 verlaat om de laatste alligator te lokken is te zien dat de alligator wordt voortgetrokken door een mensenhand.

## Trivia
- Voor de alligators (zowel die op normaal formaat als de enorme) werden echte babykrokodillen gebruikt. Tijdens het filmen kreeg de productiecrew een anoniem telefoontje van iemand die het wreed vond dat elektrische schokken werden gebruikt om de krokodillen te laten doen wat de crew wilde. Een inspecteur van de RSPCA kwam langs, maar concludeerde al snel dat de stroomstoten veel te klein waren om echt pijn te doen. Hij hielp zelfs mee met de productie.
- Hoewel ze niet in de aflevering voorkwam, werden er wel een paar reclamefoto’s voor de aflevering gemaakt met Lady Penelope Creighton-Ward en de babykrokodillen. Een van de krokodillen vond Penelopes been behoorlijk interessant.
- Deze aflevering werd geïnspireerd door H.G. Wells’ roman The Food Of The Gods en Paul Leni’s klassieke stomme film The Cat And The Canary uit 1927.
- De zakenman Blackmer is genoemd naar de Amerikaanse acteur Sidney Blackmer (1894 – 1973).
- Deze aflevering is in de eerste uitzendreeks van de AVRO/RTN, evenals Mighty Atom, niet uitgezonden.